# Assassin’s Creed Chronicles
Assassin’s Creed Chronicles ist eine Spieletrilogie von 2,5D-Spielen, die der Assassin’s-Creed-Reihe zugeordnet sind. Sie wird von Ubisoft veröffentlicht. Der erste Teil Assassin’s Creed Chronicles: China erschien am 22. April 2015. Die beiden anderen Teile heißen Assassin’s Creed Chronicles: India und Assassin’s Creed Chronicles: Russia. Assassin’s Creed Chronicles: India erschien am 12. Januar 2016 und Assassin’s Creed Chronicles: Russia erschien am 9. Februar 2016.

## Spielprinzip
Die Chronicles-Reihe ist ein Side-Scroller in der 2,5D-Perspektive und orientiert sich vom Spielprinzip an der Assasins-Creed-Reihe. Es werden mehrere Nah- und Fernkampfwaffen unterstützt. Ein weiteres wichtiges Element sind Jump-’n’-Run-Passagen. Die Spiele enthalten auch ebenfalls Stealth-Elemente, da der Spieler häufig an Gegnern vorbeischleichen muss und sich dafür z. B. in Schatten verstecken kann.

## Assassin’s Creed Chronicles: China
Assassin’s Creed Chronicles: China wurde ursprünglich im September 2014 als Bestandteil des Assassin’s Creed Unity Season Passes angekündigt.
Der Hauptcharakter dieses Spiels ist Shao Jun, die bereits in dem Kurzfilm Assassin’s Creed: Embers einen Auftritt hatte.

### Handlung
Das Spiel spielt im Peking des 16. Jahrhunderts in der Zeit des Zerfalls der Ming-Dynastie und folgt der Attentäterin Shao Jun. Diese war Schülerin bei Ezio Auditore, dem Hauptcharakter von Assassin’s Creed II, Assassin’s Creed: Brotherhood und Assassin’s Creed: Revelations und kehrt nach Ende ihrer Ausbildung nach China zurück, um dort Rache zu nehmen. Besucht werden dabei bekannte Sehenswürdigkeiten wie die Chinesische Mauer oder die Verbotene Stadt.

## Assassin’s Creed Chronicles: India
Der Hauptcharakter des in Indien spielenden Teils ist der Assassine Arbaaz Mir, welcher bereits Hauptcharakter des Comics Assassin’s Creed: Brahman war.

### Handlung
Das Spiel spielt im Jahr 1841 im Reich der Sikh, während die Vorbereitungen auf einen großen Krieg in Indien gegen die Britische Ostindien-Kompanie laufen. Es zeigt den männlichen Protagonisten Arbaaz Mir und basiert auf der Graphic Novel Assassin’s Creed: Brahman.

## Assassin’s Creed Chronicles: Russia
Der Hauptcharakter des in Russland spielenden Teils ist der Assassine Nikolaï Orelov, welcher bereits Hauptcharakter der Comics Assassin’s Creed: Der Untergang und Assassin’s Creed: The Chain war. Es ist der Teil der am weitesten im Zeitstrahl spielt.

### Handlung
Das Spiel spielt in Russland und behandelt die Folgen der Oktoberrevolution im Jahr 1917. Die Geschichte dreht sich um den Protagonisten Nikolai Orelov und basiert auf den Comic Assassin’s Creed: Subject Four.

## Rezeption
Die Spiele wurden laut Metacritic durchschnittlich bis gut bewertet, wobei die Bewertung sich mit jedem neuen Teil verschlechtert hat, was unter anderem an fehlenden Innovationen und besonderer Atmosphäre bzw. Effekten und der unspektakulären Story liegt. So vergibt die GameStar dem ersten Teil 81 von 100 Punkten, dem zweiten Teil 79 von 100 und dem dritten Teil nur noch 68 Punkte.
GIGA vergleicht den Stil mit einem Aquarell-Stil, den Ubisoft bereits in Child of Light verwendet hat. Kritisiert werden unter anderem keine große Tiefe in der Handlung, was es schwer macht, eine Beziehung zu den Charakteren aufzubauen. Dies liegt an fehlenden Dialogen und Zwischensequenzen, da die Handlung lediglich durch Artworks erzählt wird. Ebenfalls werden die fehlenden Nebenmissionen bemängelt. Das Gameplay wird hingegen als erfrischend und innovativ beschrieben. Durch das Stealth-Gameplay ist mehr Geduld als Action gefragt und Passagen fühlen sich an wie das Lösen von Rätseln, bei denen der Spieler durch unterschiedliche Taktiken versucht, unbemerkt zu bleiben. Schnelles Vorgehen ist daher weitgehend nicht möglich.